# Sárgaszárnyú asztrild
A sárgaszárnyú asztrild (Pytilia hypogrammica) a madarak osztályának a verébalakúak (Passeriformes) rendjébe, ezen belül a díszpintyfélék (Estrildidae) családjába tartozó faj.

## Előfordulása
Nyugat-Afrika, Guinea, Sierra Leone, Libéria, Elefántcsontpart, Ghána, Togo, Benin és Nigéria területein honos. A természetes élőhelye szubtrópusi és trópusi szársz bokrosok és szavannák, valamint legelők és ültetvények.

## Alfajai
- Pytilia hypogrammica hypogrammica (Sharpe, 1870)
- Pytilia hypogrammica lopezi (Alexander)

## Megjelenése
Testhossza 12 centiméter. A hím homloka, fejének oldalai és torkának felső része kárminvörös. A fejtető, a nyak hátsó része és a hát barnásszürke. A farcsík és a felső farkfedők vörösek, a farktollak feketés színűek. A szárnyak barnák, rajtuk a tollak piszkossárgán árnyaltak (azon a részen ahol az Auróraasztrild vörös színű). A has és a mell ólomszürke, oldalai fehér keresztsávosak. Az alsó farokfedőkön széles fehér sávok találhatók. A szem vörös, a csőr fekete, az alsó csőrkáva töve kékes színű. A láb hússzínű. A tojó fején nincs piros szín, alul barnásszürke, a fehér keresztsávok a toroktól kezdődnek.

## Életmódja
Apró magvakkal és rovarokkal táplálkozik.

## Szaporodása
Fészekalja 3 tojásból áll.